# Tethyopsis calcifera
Tethyopsis calcifera är en svampdjursart som först beskrevs av Patricia R. Bergquist 1968.  Tethyopsis calcifera ingår i släktet Tethyopsis och familjen Ancorinidae. Inga underarter finns listade i Catalogue of Life.